# 都杨镇
都杨镇，是中华人民共和国广东省云浮市云安区下辖的一个乡镇级行政单位。
2014年9月9日，国务院批复同意广东省调整云浮市部分行政区划，将云城区的都杨镇划归云安区管辖。

## 行政区划
都杨镇下辖以下地区：
都骑社区、杨柳社区、六合村、仙菊村、降水村、桔坡村、山口村、杏容村、联合村、洞坑村、三合村、石巷村、降面村、蟠咀村、金鱼沙村、官坑村、西坑村、都友村、珠川村、南山村、大乐村和大播村。

## 交通
- 南广铁路：云浮东站